# Epimecis scolopaiae
Epimecis scolopaiae är en fjärilsart som beskrevs av Dru Drury 1773. Epimecis scolopaiae ingår i släktet Epimecis och familjen mätare. Inga underarter finns listade i Catalogue of Life.